# ناحیه ساوانس
ناحیه ساوانس (به لاتین: Savanes District) یک منطقهٔ مسکونی در ساحل عاج است که در ساحل عاج واقع شده‌است. ناحیه ساوانس ۴۰٬۲۱۰ کیلومتر مربع مساحت و ۱٬۶۰۷٬۴۹۷ نفر جمعیت دارد.